# Parmaschema nodimargo
Parmaschema nodimargo là một loài bọ cánh cứng trong họ Discolomatidae. Loài này được Heller miêu tả khoa học năm 1912.